# Enquête sur un citoyen au-dessus de tout soupçon
Série Trilogie des névroses
La classe ouvrière va au paradis
(1971)
Pour plus de détails, voir Fiche technique et Distribution.
Enquête sur un citoyen au-dessus de tout soupçon (Indagine su un cittadino al di sopra di ogni sospetto) est un film italien réalisé par Elio Petri, sorti en 1970. Multi-récompensé à sa sortie, ce film marque la carrière de Petri et le consacre à l'international.

## Synopsis
À Rome, un cadre de la Sécurité publique (dont le nom n'est pas mentionné tout au long du film et qui est identifié dans le scénario comme « l'assassin ») jusque là chef de la section homicide, est promu au commandement du bureau politique du siège de police. Le même jour, il assassine sa maîtresse Augusta Terzi avec une lame de rasoir dans son appartement.
Le film est réalisé à l'aide de flashbacks dans lesquels on apprend qu'Augusta a invité le commissaire à abuser de son pouvoir ou à lui raconter des détails scabreux dont il avait été témoin en tant que policier. Une autre scène montre qu'elle aimait à le provoquer en lui parlant de sa liaison avec un jeune « révolutionnaire », en réalité l'étudiant anarchiste Antonio Pace, qui vit dans le même immeuble qu'elle.
Ensuite, le policier jonche la scène du crime de preuves pour tester les enquêteurs chargés de l'affaire. Au cours de l'enquête, il fait tour à tour chanter, embobiner et tromper les enquêteurs. Si, au départ, ce qui anime le protagoniste semble être l'arrogance de celui qui a confiance en sa propre insoupçonnabilité, il finit par aspirer à son propre châtiment, tout en sachant que son pouvoir et son statut l'en préservent : le seul témoin des faits, l'anarchiste individualiste Pace, ne voudra pas le dénoncer pour le faire chanter (« Un criminel pour diriger la répression : c'est parfait ! » s'exclame-t-il lors d'un interrogatoire).
Le protagoniste, désormais déterminé à s'auto-incriminer, remet une lettre d'aveu à ses collègues. Il invoque comme seule circonstance atténuante le fait qu'il a été continuellement raillé par sa victime et décide de s'imposer une assignation à résidence. Chez lui, en attendant son arrestation officielle, il s'endort et rêve d'être contraint par ses supérieurs et ses collègues, qui analysent et rejettent la validité des indices et des preuves, à signer la « confession de son innocence ».
Lorsqu'il se réveille, avec l'arrivée de la police, la véritable fin l'attend, mais elle n'est pas révélée par le réalisateur et est laissée en suspens. Le film se termine par l'image des volets qui se baissent dans la pièce où le protagoniste vient d'être reçu par les enquêteurs, tandis qu'une citation de Franz Kafka apparaît enfin sur l'écran : « Quelle que soit l'impression qu'il nous fait, il est un serviteur de la loi, donc il appartient à la loi et échappe au jugement humain ».

## Fiche technique
Sauf indication contraire, les informations mentionnées dans cette section peuvent être confirmées par la base de données cinématographiques IMDb,  présente dans la section « Liens externes ».
- Titre : Enquête sur un citoyen au-dessus de tout soupçon
- Titre original : Indagine su un cittadino al di sopra di ogni sospetto
- Réalisation : Elio Petri
- Scénario : Ugo Pirro et Elio Petri
- Musique : Ennio Morricone
- Photographie : Luigi Kuveiller
- Décors : Carlo Egidi
- Montage : Ruggero Mastroianni
- Société de production : Vera Films
- Pays de production :  Italie
- Langue originale : italien
- Format : couleurs (Technicolor) - 1,85:1 - 35 mm - mono
- Genre : drame, policier, giallo, satire politique
- Durée : 112 minutes
- Date de sortie :
  - Italie : 12 février 1970 (Milan)
  - France : 3 mai 1970 (Festival de Cannes) ; 16 octobre 1970 (sortie nationale)
- Affiche : Georges Kerfyser (France)

## Distribution
Sauf indication contraire, les informations mentionnées dans cette section peuvent être confirmées par la base de données cinématographiques IMDb,  présente dans la section « Liens externes ».
- Gian Maria Volonté (VF : Michel Roux) : le Docteur (ancien chef de la section criminelle / nouveau chef de la section politique)
- Florinda Bolkan : Augusta Terzi
- Gianni Santuccio (it) : le Questeur
- Salvo Randone : le plombier
- Orazio Orlando : Biglia
- Sergio Tramonti : Pace
- Arturo Dominici : Mangani
- Massimo Foschi (it) : le mari d'Augusta
- Aldo Rendine (it) : le nouveau chef de la section criminelle

## Bande originale
La prédilection commune pour une musique agressive et volontairement pompière, pour les marches grotesques, pour « l'aliénation brechtienne », font de l'union entre Elio Petri et le musicien Ennio Morricone l'une des plus productives, quantitativement et qualitativement, du cinéma italien ; la bande originale d'Enquête sur un citoyen au-dessus de tout soupçon, qui semble avoir fait une impression considérable sur Stanley Kubrick, en représente l'une de plus reconnaissables. Ici, la contamination entre les sphères classique et populaire (par exemple, la mandoline jouée comme s'il s'agissait d'un clavecin) avec des inclusions rythmiquement imprévisibles de la guimbarde, du saxophone soprano et de la contrebasse électrique sont parfaitement fonctionnelles pour accompagner les convulsions de la psyché perturbée du protagoniste.

## Exploitation

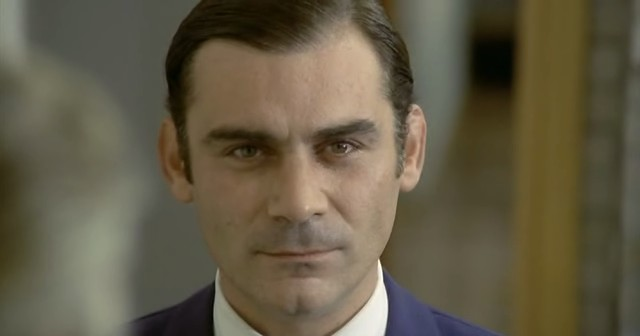
Gian Maria Volonté dans une scène du film.

Le film est sorti dans le circuit cinématographique italien au cours de l'hiver 1970, à des dates différentes selon les villes : il a été présenté à Milan le 12 février, à Rome il est arrivé dans les salles le 20 février, tandis qu'à Turin il a été distribué à partir du 3 mars.
L'exploitation du film a eu lieu dans une période politiquement très incandescente en Italie et surtout à Milan, deux mois seulement après l'attentat de la piazza Fontana (qui a donné naissance aux années de plomb et à la stratégie de la tension), la mort violente de l'anarchiste Giuseppe Pinelli tombant d'une fenêtre au poste de police de Milan et l'arrestation de Pietro Valpreda.
Bien qu'il s'agisse d'un film complexe, dense en références culturelles et artistiques (de Bertolt Brecht à Wilhelm Reich, de Karl Marx à Franz Kafka, du thriller politique à l'américaine au surréalisme), qui ont peut-être été mieux accueillies à l'étranger, l'accueil du film en Italie a été fortement influencé par les événements politiques qui ont précédé.
Dès le départ, le film a fait l'objet d'une confrontation politique, malgré le fait qu'il commençait par la légende « Toute référence à des personnes ou à des faits est purement fortuite ». Le bimensuel Lotta Continua en fait l'éloge, voyant dans le personnage interprété par Gian Maria Volonté la figure du commissaire de police Luigi Calabresi, accusé par le mouvement extraparlementaire d'être responsable de la mort de Pinelli. Son unique sortie est saluée par Giovanni Grazzini, dans les colonnes du quotidien italien Corriere della Sera comme « [. ...] un pas important vers une société plus adulte, tellement plus confiante en elle-même et en la démocratie qu'elle peut se permettre de critiquer des institutions tenues pour sacrées [...] ». Ugo Pirro se souvient : « Ils nous avaient dit que nous finirions en prison : c'était une telle bombe ».
La menace imminente d'une censure et les événements politiques qui ont précédé la sortie ont contribué au succès immédiat du film : « L'affluence du public dans les salles a été énorme et dans certains cas, il a été nécessaire d'arrêter la circulation des véhicules, étant donné la longueur des files d'attente aux guichets. Les gens se sont rués sur ce film parce qu'ils n'en croyaient pas leurs yeux ». À la suite de ce succès, une partie de la critique de gauche, celle qui s'exprime notamment dans les revues Ombre rosse et Quaderni piacentini, a porté sur ce film, comme sur d'autres films ultérieurs d'Elio Petri, l'accusation de spectaculariser les processus sociaux et politiques à des fins économiques.

### Censure
Le film est assorti d'une interdiction de projection aux moins de 14 ans, et a de peu évité la censure complète, demandée par certains cadres de la préfecture de police de Milan, qui, présents à la première du film le 12 février, avaient quitté la projection avant la fin avec force indignation.
Tant en raison de la décision du procureur adjoint Giovanni Caizzi — le même qui disculpera plus tard Les Mille et Une Nuits (1974) de Pier Paolo Pasolini — que pour de probables considérations politiques, le film n'a pas été saisi.

### Entrées en salles
Le film a enregistré 5 747 386 entrées pour 1 928 248 000 lires de l'époque, ce qui le classe septième du box-office Italie 1969-1970.

### Accueil critique
« Je voulais faire un film contre la police. La police de la République italienne, dans les 25 ans qui ont suivi la chute du fascisme, a perpétré sur les routes et sur les places des dizaines et des dizaines de condamnations sommaires contre des masses sans défense d'ouvriers et de paysans seulement coupables de lutter contre la misère et l'injustice. Aucun policier n'a jamais payé pour tous ces morts. Il y avait en moi, et il y a encore une haine profonde pour les mandants de la classe dominante, et aussi pour les exécuteurs de ces assassinats. »

— Elio Petri

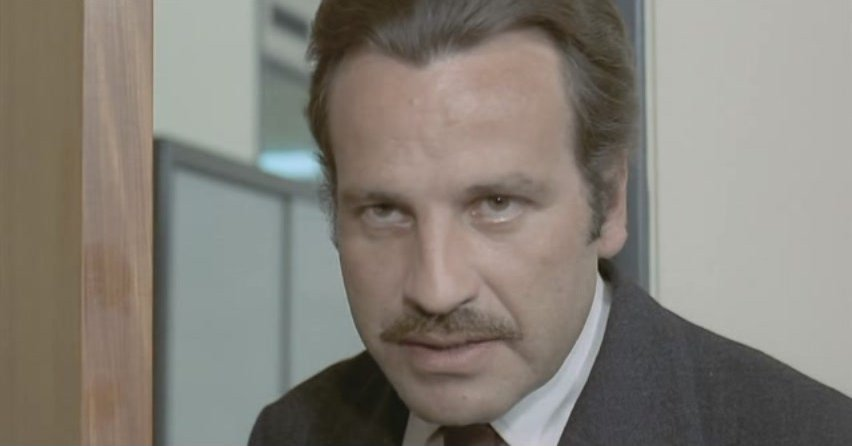
Orazio Orlando dans une scène du film.

Enquête sur un citoyen au-dessus de tout soupçon est le premier film de la « trilogie des névroses » (poursuivie avec La classe ouvrière va au paradis en 1971 et La propriété, c'est plus le vol en 1973), fruit d'une collaboration avec le scénariste Ugo Pirro, dans laquelle sont mis en scène les motifs centraux de la vie politique italienne de l'époque, faisant d'Elio Petri une cible privilégiée dans l'affrontement critique et politique au sein de la gauche des années 1970.
Il a été initialement conçu comme une élaboration du thème dostoïevskien de la défiance d'un meurtrier à l'égard de la justice et comme une réflexion sur les mécanismes psychologiques qui, à partir de notre besoin intérieur d'une figure paternelle, font de nous les alliés d'un pouvoir autoritaire et répressif, « ... faisant de nous tous des enfants »,. Le parti pris le plus ouvertement politique du film est venu du choix d'un commissaire de police pour le rôle du meurtrier. La réflexion plus générale sur les mécanismes du pouvoir, et sur l'immunité de ceux qui l'exercent, se situe dans l'Italie républicaine, dans laquelle, pendant 25 ans, la police avait « [...] perpétré dans la rue des dizaines et des dizaines de sentences sommaires contre des masses d'ouvriers et de paysans sans défense [...] sans que personne n'ait [...] jamais payé pour tous ces morts ».
Lors d'une rencontre avec Elio Petri pour discuter du film, le réalisateur et critique de cinéma Alexandre Astruc a déclaré : « Pour une fois, une analyse lucide, intelligente, tranchante comme un scalpel, au lieu d'être prétentieuse, au lieu d'être instrumentale, au lieu de déplorer l'insécurité ou d'utiliser des slogans comme les analyses habituelles. [Celle de Petri] est une analyse interne, une analyse humaine. Pour moi, les maîtres de Petri sont Visconti, Renoir. Il y a la tête et il y a le cœur. Sans cerveau, il n'y a pas de cœur. Sans cœur, il n'y a pas de cerveau ».
Le film a ensuite été sélectionné comme l'un des 100 films italiens à sauver.

## Distinctions

### Récompenses
- Festival de Cannes 1970 :
  - Grand prix spécial du jury
  - Prix FIPRESCI
- Prix David di Donatello 1970 : meilleur film
- Prix Edgar-Allan-Poe 1971 : meilleur scénario pour Ugo Pirro et Elio Petri
- Oscars 1971 : meilleur film en langue étrangère
- Ruban d'argent 1971 :
  - Meilleur réalisateur pour Elio Petri
  - Meilleur acteur pour Gian Maria Volontè

### Nominations
- Golden Globes 1971 : meilleur film en langue étrangère
- Oscars 1972 : meilleur scénario original